# Пахомије Логофет
Пахомије Логотет (15 век, Србија — 1484) назван и Пахомије Србин (рус. Пахомий Серб) био је проповедник, јеромонах и хагиограф у Русији

## Биографија
Српски свештеномонах Пахомије, прозван Логотет (што значи "секретар" - византијски и српски царски, или црквени) или ређе Логофет дошао је у Русију са Св. Горе средином 15. века. Био је позван да прегледа стара и састави нова житија. Дошао је у Велики Новгород 1438. (или 1460?) године, где по заповести новгородског архиепископа Јоне, Пахомије саставља многе црквене каноне. Био је он "красноречиви сачинилац животописа руских светаца и канона у част њихову".. Колико се зна, написао је 35 списа: 18 служби и канона светитељима, 9 житија (биографија), 4 похвална слова и 3 приче о светитељима. Први Пахомијев књижевни рад у Русији био је опис живота Никона (— 1426), ученика Сергија Радоњешког. Током 1443. и 1445. године радио је у Св. Троицкој Лаври на преписивању књига. Описао је отварање гроба Св. Алексија митрополита (1448) и саставио му је службу, а 1458. године и биографију.
Скоро у исто време извршио је ревизију житија Сергија Радоњешког. Године 1462, по жељи великога кнеза Василија Васиљевича, скупљао је грађу за Житије Кирила Белозерског. Похвално слово о преносу мошти Св. Петра, митрополита, (1472) а саставио је и канон томе светитељу. Такође, и канон Св. Јони, митрополиту дело је Пахомија Логофета.
Нешто касније, по жељи пермског епископа Филотеја, саставио је канон Св. Стефану Пермском. У Великом Новгороду је описао чудо Варлаама Хутинског, које се десило 1460. године. Затим је описао цео живот Варлаамов, па живот велике кнегиње Олге, преподобног Саве Вишерског и Јефтимија, архиепископа новгородског. Једно од најбољих његових дела је биографија Кирила Бјелоозерског, која је основана на поузданим историјским подацима и одликује се богатством садржаја.
Похвална слова Пахомија Логофета се одликују нарочито топлином осећаја према лицу о коме пише. Осим тога, Пахомије Србин је одлично познавао Свето писмо и црквену историју, познавао је велике византијске проповеднике и стога је уносио доста речитости и говорничких украса у своје саставе. Пахомије Логофет се сматра и састављачем првог Хронографа.

## Дела
- Слово похвально честному Покрову пресвятыя Владычица нашея Богородица и Приснодевеи Марии
- Похвальное Слово и канон преподобному Варлааму Хутынскому
- Житие преподобного Саввы Вишерского
- Житие преподобного Кирилла Белозерского
- Жития князя Михаила Черниговского и боярина Феодора
- Житие святителя Евфимия, архиепископа Новгородского
- Житие святителя Иоанна, архиепископа Новогородского
- Житие святителя Ионы, архиепископа Новгородского
- Житие святителя Моисея, архиепископа Новгородского
- Житие митрополита всея Руси святого Алексия
- Канон святителю Стефану, епископу Пермскому
- Каноны иконе Знамения Пресвятой Богородицы
- Канон преподобному Сергию Радонежскому
- Канон Божией Матери
- Канон преподобному Никону Радонежскому
- Канон святой равноапостольной великой княгине Ольге
- Слово об убиении злочестивого царя Батыя